# Luigi Di Bartolomeo
Luigi Di Bartolomeo, detto anche Gino (Campobasso, 7 gennaio 1943 – Campobasso, 18 febbraio 2022), è stato un politico italiano, sindaco di Campobasso dal 2009 al 2014 e presidente della Regione Molise dal 1992 al 1994.

## Biografia
Ha ricoperto numerosi incarichi politici in Molise. È stato assessore comunale, regionale, presidente del consiglio provinciale e dal 1992 al 1994 ha ricoperto l'incarico di presidente della regione Molise, e per un breve periodo anche presidente della Conferenza delle regioni e delle province autonome.
Nel 2002 si candida per l'UDEUR alla presidenza della provincia di Campobasso, per poi essere eletto alla guida del consiglio provinciale. Nel 2006 è diventato senatore in sostituzione di Angelo Michele Iorio. È stato membro della 13ª Commissione permanente (Territorio, ambiente, beni ambientali).
Dopo una breve esperienza nel Movimento per le Autonomie, aderisce al Popolo della Libertà.
Il 7 giugno 2009, sostenuto da tutto il centrodestra, diventa il nuovo sindaco del capoluogo di regione, vincendo al primo turno.
Nelle elezioni amministrative del 25 maggio 2014, si è candidato di nuovo a Sindaco di Campobasso sostenuto esclusivamente da Forza Italia mentre il resto del centrodestra guidato da Michele Iorio sostiene una esperienza civica trasversale che appoggia l'ex Assessore regionale Michele Scasserra. Con il 9,38% si piazza quarto tra i cinque candidati alla corsa come sindaco di Campobasso, vinta già al primo turno dal candidato di centrosinistra Antonio Battista. Nonostante questo, riesce comunque ad entrare nel consiglio comunale. Alla fine della legislatura lascia la politica e si ritira a vita privata.
Muore all'alba del 18 febbraio 2022 presso l'ospedale Cardarelli di Campobasso all'età di 79 anni.